# 勒札勒喇布坦希哩珠特
勒札勒喇布坦希哩珠特（?—1863年），卫拉特蒙古杜尔伯特部人，绰罗斯氏。清朝蒙古王公，第九代杜尔伯特汗。车凌蒙克之子博斯和勒的玄孙，纳旺索诺木的曾孙，滿達拉的孙子，散都克多爾濟长子。
咸丰四年（1854年）第八代杜尔伯特汗散都克多爾濟去世，没有儿子。勒札勒喇布坦希哩珠特袭封杜尔伯特部札萨克特古斯库鲁克达赖汗。同治二年（1863年），勒札勒喇布坦希哩珠特去世，没有儿子，次年，由他的三叔那克旺札勒禪袭封杜尔伯特汗。